# Janez Milčinski
Janez Milčinski, slovenski pravnik in zdravnik, * 3. maj 1913, Ljubljana, † 28. julij 1993, Ljubljana.

## Življenje
Milčinski, sin pisatelja Frana Milčinskega, je leta 1936 doktoriral na Pravni fakulteti v Ljubljani, leta 1940 pa še na Medicinski fakulteti v Zagrebu. 
Med letoma 1941 in 1945 je sodeloval v NOB, bil partizanski zdravnik ter vodja in organizator partizanske sanitete v zaledju. Ukvarjal se je s sodno medicino ter medicinsko etiko in deontologijo. Bil je predstojnik inštituta za sodno medicino (1945–1983) in istoimenske katedre ter (od 1957 redni) profesor na Medicinski fakulteti Univerze v Ljubljani. Bil je mednarodno priznan strokovnjak na področju sodne medicine, prometne varnosti, medicinsekga prava in etike (utemeljil je t. i. ljubljansko izvedensko in deontološko šolo). Sodeloval je tudi v neposrednih akcijah ob naravnih katastrofah, pri letalskih in železniških nesrečah.
Med letoma 1973 in 1976 je bil rektor Univerze v Ljubljani, od 1976 do 1992 pa predsednik Slovenske akademije znanosti in umetnosti (SAZU), katere dopisni član je postal 1961, redni pa 1970. Med letoma 1970 in 1973 je bil tudi predsednik Mednarodne akademije za sodno in socialno medicino, nato njen častni član ter od 1980 redni član Nemške akademije znanosti Leopoldina (Halle), newyorške akademije znanosti (1989) in od ustanovitve 1991 Evropske akademije znanosti in umetnosti v Salzburgu. Ljubljanska univerza mu je podelila častni doktorat (1979) in naziv zaslužni profesor (1983), Univerza v Leipzigu častni doktorat (1987), dobil je nagrado Avnoja (1973), zlati častni znak svobode RS  (1992) ter več tujih odlikovanj in priznanj. Bil je častni član Slovenskega zdravniškega društva in Rdečega križa Slovenije, leta 1987 je postal tudi častni meščan Ljubljane.